# Lasaosa
Lasaosa ist ein spanischer Ort in der Provinz Huesca der Autonomen Gemeinschaft Aragonien. Lasaosa, im Pyrenäenvorland liegend, gehört zur Gemeinde Sabiñánigo. Der Ort hatte im Jahr 2015 einen Einwohner.

## Geographie
Der Ort liegt etwa 20 Straßenkilometer südöstlich von Sabiñánigo. 

## Geschichte
Der Ort wurde im Jahr 1082 erstmals urkundlich erwähnt.

## Sehenswürdigkeiten
- Pfarrkirche Santiago Apóstol
- Casa de los señores, erbaut im 16. Jahrhundert